# Gutshaus Mötzow
Das Gutshaus Mötzow befindet sich im Gemeindeteil Mötzow der Gemeinde Beetzseeheide. Es ist ein unter Denkmalschutz stehendes Herrenhaus, das dem Historismus zuzuordnen ist. Das Wohnhaus gehört zum Domstiftsgut Mötzow. Neben dem Gutshaus sind weitere Gebäude des vierseitigen Gutshofes und der benachbarten Siedlung Teil des ausgewiesenen Baudenkmals. Zu diesem werde neben dem Herrenhaus Speicher, Stallgebäude, die Schmiede, die Brennerei, eine Schnitterkaserne, ein Schulgebäude, zwei Inst-Häuser und Lagergebäude gezählt.

## Geschichte
Im Jahr 1161 wurde das Dorf Mötzow als slawische Siedlung am Beetzseeufer südwestlich seiner heutigen Lage vom Bischof Wilmar von Brandenburg dem neugegründeten Domkapitel zu Brandenburg überschrieben. 1204 wurde in einer Urkunde an den brandenburgischen Markgrafen Otto II. der der Besitz des Domkapitels bestätigt. Das Allod Mötzow wurde 1335 als eine curia, als Wirtschaftshof, beschrieben wurde.
1567 war Mötzow als Vorwerk beziehungsweise Schäferei im Register des Doms ausgewiesen. Ab 1717 verpachtete das Domstift sein Gut. Erster Pächer war bis 1729 August von Schönborn. Um 1800 wurden auf dem Vorwerk Mötzow 68 Einwohner gezählt. Ab 1859 verpachtete das Domstift Mötzow und die zum Gut gehörenden Ländereien an Friedrich Sander. Ein Jahr später wurde es noch immer als Vorwerk bezeichnet. Es hatte zwölf Wohn- und 41 Wirtschaftsgebäude. Friedrich Sander ließ 1894 das schlossähnliche Gutshaus im Stil des Historismus auf dem Gutshof errichten.
1928 wurden die Gutsbezirke aufgelöst und Mötzow zu einer freien Landgemeinde. Im Zuge der Bodenreform in der Sowjetischen Besatzungszone 1947 und 1948 wurden umfangreiche Enteignungen vorgenommen. Das Domstiftsgut Mötzow blieb davon zwar verschont und in kirchlichem Eigentum, jedoch musste es in der Folge vom Domstift selbst bewirtschaftet und durfte nicht mehr verpachtet werden. Nach der politischen Umwälzung der Jahre 1989 und 1990 kam es zu umfangreichen Stilllegungen und 2001 wurde das Gut samt Ländereien wieder verpachtet. Ein Vielfruchthof wurde etabliert und Gastronomie angesiedelt. Vom Frühjahr bis Herbst finden an Wochenend- und Feiertagen Märkte, Volksfeste und Unterhaltungsprogramme statt. Eine sogenannte Kunstmühle wurde eingerichtet, das N’Ostalgiemuseum zog auf das Gelände. 2016 zog das Museum jedoch von Mötzow nach Leipzig.

## Bauwerke

### Gutshaus

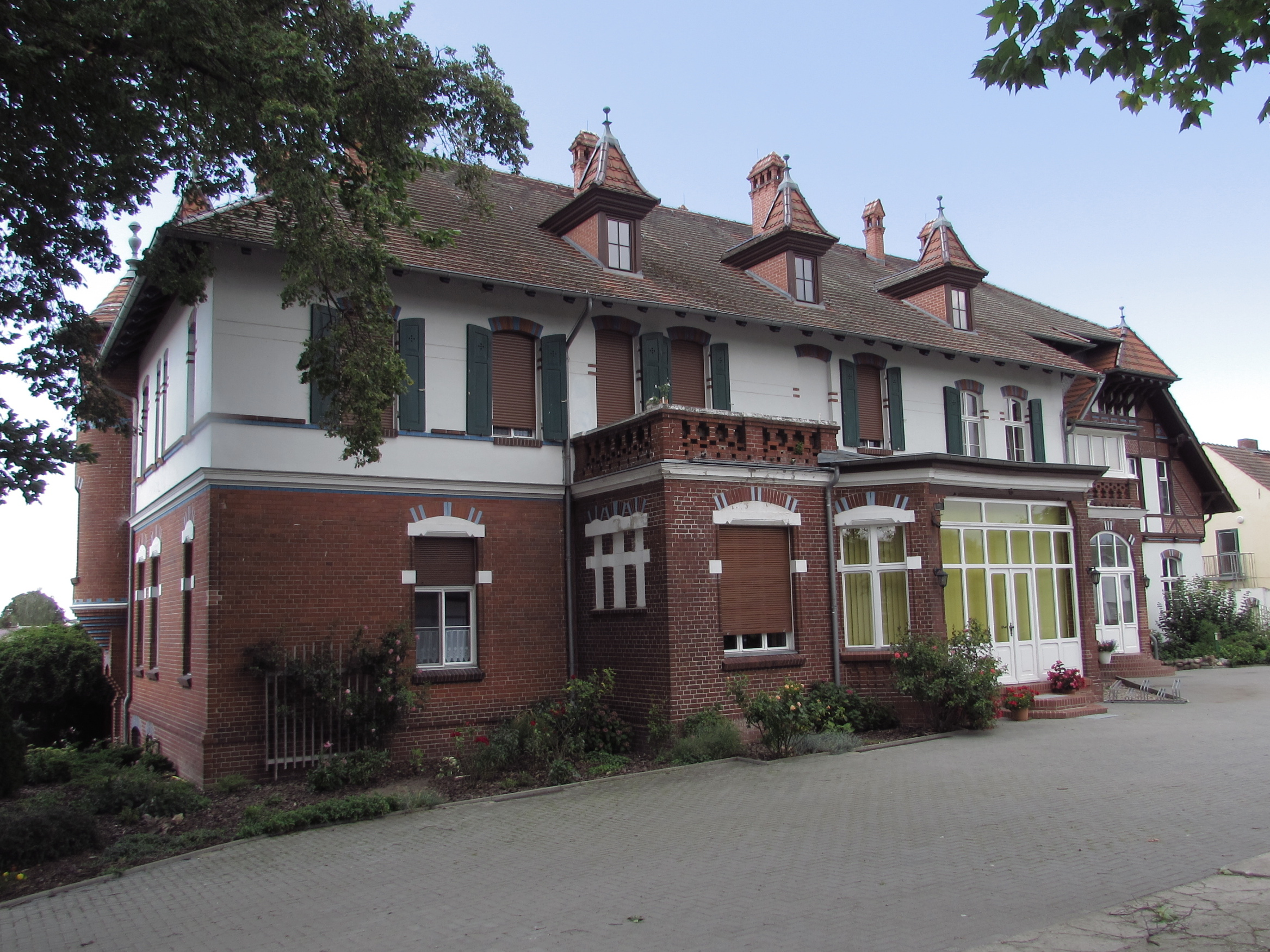
Rückseite des Gutshauses

Das historistische Gutshaus ist ein Beispiel für Herrensitze des späten 19. Jahrhunderts in der Gegend um die Stadt Brandenburg. Es wurde mit roten Ziegeln gemauert, die großteils unverputzt blieben. Die verputzten Bereichen haben einen weißen Anstrich. Auffällig sind die vielen Nischen, die durch Risalite mit Krüppelwalmdächern und turmartige Anbaue verschiedener Größe und Gestalt entstanden. Weiterhin hat es mehrere ebenfalls turmartige Dachreiter und Schornsteine. Die Fenster sind um das Gutshaus verschiedenartig gestaltet. Im Norden findet sich ein flügelartiger Risalit mit einem Ober- und Dachgeschoss in Fachwerk und drei Giebeln mit Krüppelwalmen. Balkone gibt es auf der Vorder- und der Rückseite des Gebäudes. Die Fenster der Rückseite im Obergeschoss haben grüne Fensterläden. Im Dachgeschoss wurden Dachgauben mit zeltdachförmigen Dachaufbauten eingearbeitet. Zum Gutshof hat das Herrenhaus eine breite, bogenförmige Auffahrt für Kutschen mit gemauerten Geländern.